# Latexverf

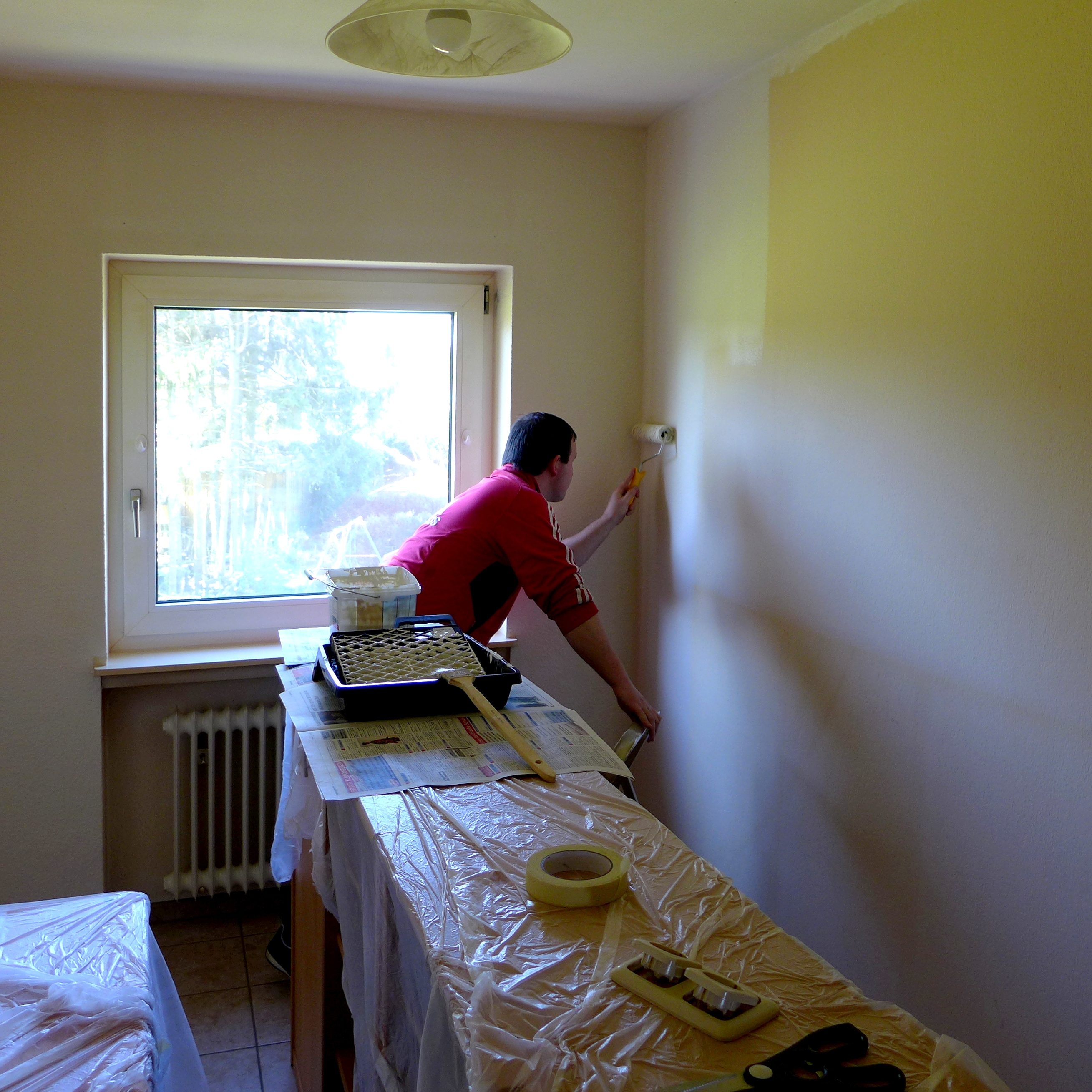
Het aanbrengen van latexverf met behulp van een verfroller

Latexverf is een oplosmiddelvrije, waterverdunbare emulsieverf. Zij bevat weinig of geen vluchtige organische oplosmiddelen. Latexverf bevat conserveermiddelen tegen schimmel- en bacteriegroei.
De naam ontstond in de jaren veertig voor buiten- en binnenverf met een emulsie die natuurlijk latex, vloeibaar rubber, als component had. Later werd ze door fabrikanten echter ook gebruikt voor andere huisschilderverven met een polymeeremulsie, zoals acrylverf, vinylverf en vooral verf op basis van synthetisch rubber (styreenbutadieenrubber).
Latexverf wordt veel voor binnenwerk gebruikt. De verf is geschikt voor grotere, ruwe oppervlakken die weinig te lijden hebben zoals muren en plafonds. De verf droogt vrij snel op en kan dan overgeschilderd worden. Het is eenvoudig aan te brengen met een kwast of verfroller. Bij grote oppervlaktes gebruiken schilders tegenwoordig speciale Latex spuiten. Gemorste verf kan het beste onmiddellijk met water worden verwijderd.
Latexverf heeft geen sterke (maar wel een typische) geur, wat gunstig is voor het schilderen van ruimtes waar de geur van oplosmiddelen een probleem kan zijn.